# Präsidentschaftswahl in Indien 2022

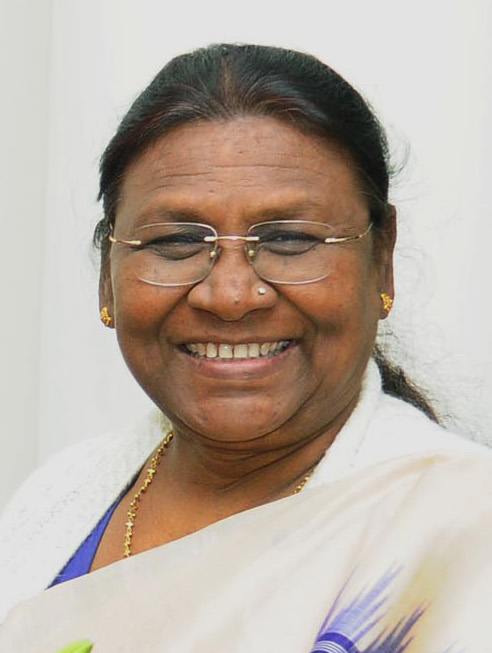
Draupadi Murmu (2016), die neu gewählte Präsidentin

Die Präsidentschaftswahl in Indien 2022 fand am 18. Juli 2022 statt und war die 16. Wahl des Staatspräsidenten in Indien seit der Unabhängigkeit. Draupadi Murmu, die Kandidatin der Bharatiya Janata Party (BJP), trat gegen den von verschiedenen Oppositionsparteien nominierten Yashwant Sinha an. Murmu gewann die Wahl deutlich mit 62,3 % der Stimmen des Wahlkollegiums. Sie ist die erste Adivasi in diesem Amt.

## Vorgeschichte
Die vorangegangene Präsidentschaftswahl am 17. Juli 2017 war von Ram Nath Kovind, dem Kandidaten der Bharatiya Janata Party (BJP), gewonnen worden. Seine Amtszeit ging am 25. Juli 2022 zu Ende. In den Monaten zuvor entspannen sich Überlegungen, wer sein Nachfolger werden sollte. Prinzipiell war eine zweite Amtszeit nach der Verfassung möglich, jedoch war es die gängige Praxis bei fast allen vorangegangenen Wahlen gewesen, den Präsidenten bzw. die Präsidentin nur für eine Amtsperiode amtieren zu lassen, selbst wenn die Mehrheiten in den Wahlgremien eine zweite Amtszeit erlaubt hatten. Einzige Ausnahme von dieser Regel war Rajendra Prasad, der erste Staatspräsident Indiens, gewesen, der für zwei Amtsperioden von 1950 bis 1962 amtiert hatte.
Am 21. Juni 2022 gab BJP-Parteipräsident Jagat Prakash Nadda bekannt, dass die BJP und die BJP-geführte National Democratic Alliance (NDA) die frühere Gouverneurin des Bundesstaats Jharkhand, Draupadi Murmu, als Präsidentschaftskandidatin nominieren würden. Der Modus und die Kriterien der Kandidatenauswahl blieben für die Öffentlichkeit weitgehend intransparent. Es wurde jedoch allgemein angenommen, dass Premierminister Narendra Modi dabei ein entscheidendes Wort mitgesprochen oder sogar letztlich die Entscheidung getroffen hatte. Modi beschrieb Murmu in einem Tweet als eine Person, die „ihr Leben dem Dienst an der Gesellschaft und der Stärkung der Armen, Unterdrückten und Ausgegrenzten gewidmet habe“. Die Nominierung der dem Volk der Santal, einem der indigenen Völker Indiens (Adivasi), angehörenden Murmu wurde auch als taktischer Schachzug der BJP-Führung interpretiert. Damit wolle die BJP das von ihren politischen Gegnern gerne gezeichnete Bild einer elitären, von nordindischen Brahmanen dominierten Kaderpartei abstreifen und Sympathien bei den Stammesvölkern Indiens, die etwa acht Prozent der Bevölkerung ausmachen, gewinnen. Neben kritischen gab es auch anerkennende Kommentare, dass die BJP-Führung die Zeichen der Zeit erkannt habe, und den Adivasi zu mehr Gehör verhelfen wolle.

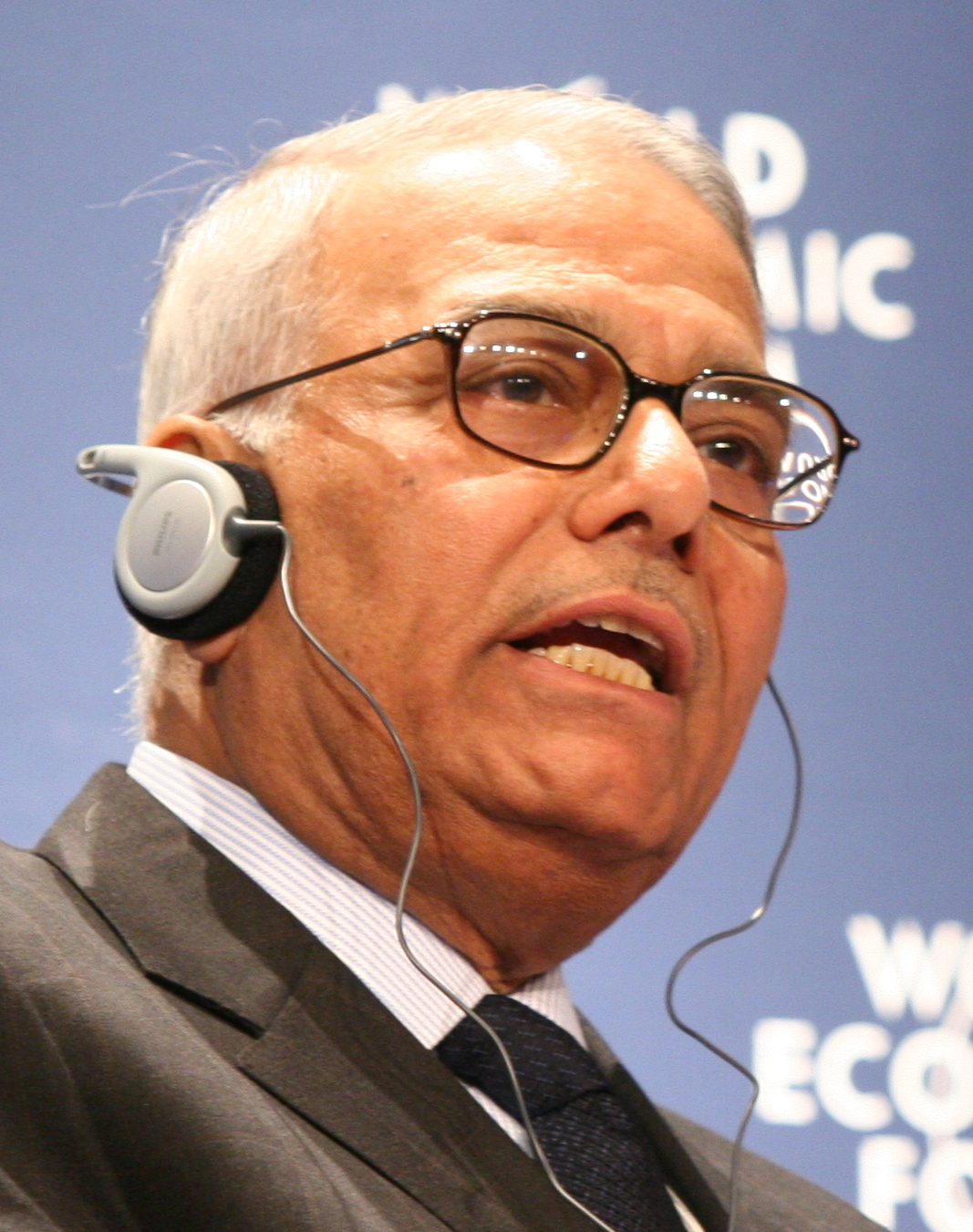
Yashwant Sinha (2008), Kandidat der Opposition

Wenn es das Ziel der BJP-Führung gewesen war, mit der Nominierung einer Adivasi die Opposition gegen eine BJP-Kandidatin zu schwächen oder zu spalten, so war sie hierin zumindest teilweise erfolgreich. Einige Parteien, die sonst einen Anti-BJP-Kurs verfolgen und in der Vergangenheit eher auf Seiten der oppositionellen Kongresspartei abstimmten, erklärten ihre Unterstützung für Murmu, so die Bahujan Samaj Party (BSP) unter Mayawati, die Biju Janata Dal (BJD) u. a. m.
Am 21. Juni 2022 nominierte die Kongresspartei-geführte Opposition Yashwant Sinha als ihren gemeinsamen Präsidentschaftskandidaten. Sinha, ein ehemaliger hochrangiger BJP-Politiker, hatte 2018 die Partei verlassen und dies mit einer Gefährdung der indischen Demokratie durch die Politik von Premierminister Modi begründet. Seit 2021 war er Mitglied des Trinamool Congress (AITC), der Regierungspartei Westbengalens. Im Wesentlichen wurde Sinha durch die Kongresspartei, Trinamool Congress, Nationalist Congress Party (NCP), Dravida Munnetra Kazhagam (DMK), die beiden kommunistischen Parteien CPI und CPM, Telangana Rashtra Samithi (TRS), Samajwadi Party (SP) und Rashtriya Janata Dal (RJD), sowie weitere kleine Parteien unterstützt.

## Zeitplan vor der Wahl
Am 9. Juni 2022 gab die Indische Wahlkommission die Termine zum Ablauf der Wahl bekannt:
- 29. Juni 2022: letzter Termin für die Einreichung von Wahlvorschlägen
- 30. Juni 2022: Termin für die Prüfung der Nominierungen
- 2. Juli 2022: letzter Zeitpunkt für die Rücknahme der Kandidatur
- 18. Juli 2022: Wahltermin
- 21. Juli 2022: Datum der Auszählung

## Wahlmodus und Ablauf der Wahl
Der indische Staatspräsident wird in indirekter Wahl durch ein Wahlkollegium (Electoral College) gewählt. Dieses besteht aus den Abgeordneten aller indischen Parlamente (d. h. der Parlamente der Bundesstaaten und einiger Unionsterritorien sowie der Lok Sabha und Rajya Sabha). Die Stimmen der einzelnen Abgeordneten im Electoral College haben allerdings ein sehr unterschiedliches Stimmgewicht, je nachdem, wie viele Wähler sie vertreten.
Im Jahr 2019 war der Bundesstaat Jammu und Kashmir aufgelöst und in die Unionsterritorien Jammu und Kashmir und Ladakh aufgeteilt worden. Die Wahlkreisneueinteilung für das vorgesehene Parlament Jammu und Kashmirs war zum Zeitpunkt der Präsidentschaftswahl noch nicht abgeschlossen und es war noch kein neues Parlament gewählt worden, so dass Jammu und Kashmir nicht an der Wahl teilnahm.

## Ergebnis

Mehrheiten nach Bundesstaaten und Unionsterritorien:

Der Wahlausgang schien von Anfang an relativ klar, da die Murmu unterstützenden Parteien eine deutliche Mehrheit im Wahlkollegium hatten. Murmu erhielt dementsprechend sowohl in den Bundesstaatsparlamenten, als auch im gesamtindischen Parlament die Mehrheit der Stimmen.
| Körperschaft                    | Abgeordnete | Draupadi Murmu | Draupadi Murmu | Draupadi Murmu | Yashwant Sinha | Yashwant Sinha | Yashwant Sinha |
| Körperschaft                    | Abgeordnete | Stimmen        | gewichtet      | Prozent        | Stimmen        | gewichtet      | Prozent        |
| ------------------------------- | ----------- | -------------- | -------------- | -------------- | -------------- | -------------- | -------------- |
| Andhra Pradesh                  | 0.175       | 173            | 27.507         | 98,86 %        | 0              | 0              | 0,00 %         |
| Arunachal Pradesh               | 0.060       | 55             | 440            | 91,67 %        | 4              | 32             | 6,67 %         |
| Assam                           | 0.126       | 104            | 12.064         | 82,54 %        | 20             | 2.320          | 15,87 %        |
| Bihar                           | 0.243       | 133            | 23.009         | 54,73 %        | 106            | 18.338         | 43,62 %        |
| Chhattisgarh                    | 0.090       | 21             | 2.709          | 23,33 %        | 69             | 8.901          | 76,67 %        |
| Goa                             | 0.040       | 28             | 560            | 70,00 %        | 12             | 240            | 30,00 %        |
| Gujarat                         | 0.182       | 121            | 17.787         | 66,48 %        | 57             | 8.379          | 31,32 %        |
| Haryana                         | 0.090       | 59             | 6.608          | 65,56 %        | 30             | 3.360          | 33,33 %        |
| Himachal Pradesh                | 0.068       | 45             | 2.295          | 66,18 %        | 22             | 1.122          | 32,35 %        |
| Jharkhand                       | 0.081       | 70             | 12.320         | 86,42 %        | 9              | 1.584          | 11,11 %        |
| Karnataka                       | 0.224       | 150            | 19.650         | 66,96 %        | 70             | 9.170          | 31,25 %        |
| Kerala                          | 0.140       | 1              | 152            | 0,71 %         | 139            | 21.128         | 99,29 %        |
| Madhya Pradesh                  | 0.230       | 146            | 19.126         | 63,48 %        | 79             | 10.349         | 34,35 %        |
| Maharashtra                     | 0.288       | 181            | 31.675         | 62,85 %        | 98             | 17.150         | 34,03 %        |
| Manipur                         | 0.060       | 54             | 972            | 90,00 %        | 6              | 108            | 10,00 %        |
| Meghalaya                       | 0.060       | 47             | 799            | 78,33 %        | 8              | 136            | 13,33 %        |
| Mizoram                         | 0.040       | 29             | 232            | 72,50 %        | 11             | 88             | 27,50 %        |
| Nagaland                        | 0.060       | 59             | 531            | 98,33 %        | 0              | 0              | 0,00 %         |
| Odisha                          | 0.147       | 137            | 20.413         | 93,20 %        | 9              | 1.341          | 6,12 %         |
| Punjab                          | 0.117       | 8              | 928            | 6,84 %         | 101            | 11.716         | 86,32 %        |
| Rajasthan                       | 0.200       | 75             | 9.675          | 37,50 %        | 123            | 15.867         | 61,50 %        |
| Sikkim                          | 0.032       | 32             | 224            | 100,00 %       | 0              | 0              | 0,00 %         |
| Tamil Nadu                      | 0.234       | 75             | 13.200         | 32,50 %        | 158            | 27.808         | 67,52 %        |
| Telangana                       | 0.119       | 3              | 396            | 2,52 %         | 113            | 14.916         | 94,96 %        |
| Tripura                         | 0.060       | 41             | 1.066          | 68,33 %        | 18             | 468            | 30,00 %        |
| Uttarakhand                     | 0.070       | 51             | 3.264          | 72,86 %        | 15             | 960            | 21,43 %        |
| Uttar Pradesh                   | 0.403       | 287            | 59.696         | 71,22 %        | 111            | 23.088         | 27,54 %        |
| Westbengalen                    | 0.294       | 71             | 10.721         | 24,15 %        | 216            | 32.616         | 73,47 %        |
| Delhi                           | 0.070       | 8              | 464            | 11,43 %        | 56             | 3.248          | 80,00 %        |
| Puducherry                      | 0.030       | 20             | 320            | 66,67 %        | 9              | 144            | 30,00 %        |
| Bundesstaatsparlamente zusammen | 4.033       | 2.284          | 298.803        | 55,00 %        | 1669           | 234.577        | 43,18 %        |
| Indisches Parlament             | 0.776       | 540            | 378.000        | 69,59 %        | 208            | 145.600        | 26,80 %        |
| Gesamt                          | 4.809       | 2824           | 676.803        | 62,30 %        | 1877           | 380.177        | 34,99 %        |

Am 25. Juli 2022 wurde Draupadi Murmu als neue Staatspräsidentin Indiens vereidigt.